# Jamaica nos Jogos Olímpicos de Verão de 2024
Jamaica participou dos Jogos Olímpicos de Verão de 2024, realizados em Paris, na França. Foi a 19.ª aparição do país nos Jogos Olímpicos de Verão desde a estreia em Londres 1948, sendo representado por 58 atletas que competiram em quatro esportes.
Conquistou seis medalhas, todas elas no atletismo, sendo apenas uma de ouro com Rojé Stona no lançamento de disco masculino. Pela primeira vez desde Sydney 2000 nenhum atleta jamaicano conquistou o primeiro lugar nos eventos de pista do atletismo, sendo seus melhores resultados a prata de Kishane Thompson nos 100 metros e o bronze de Rasheed Broadbell nos 110 m com barreiras.

## Medalhas
| Atleta            | Esporte   | Evento                        | Medalha |
| ----------------- | --------- | ----------------------------- | ------- |
| Rojé Stona        | Atletismo | Lançamento de disco masculino | Ouro    |
| Shanieka Ricketts | Atletismo | Salto triplo feminino         | Prata   |
| Kishane Thompson  | Atletismo | 100 m masculino               | Prata   |
| Wayne Pinnock     | Atletismo | Salto em distância masculino  | Prata   |
| Rajindra Campbell | Atletismo | Arremesso de peso masculino   | Bronze  |
| Rasheed Broadbell | Atletismo | 110 m com barreiras masculino | Bronze  |

## Competidores
Esta foi a participação por modalidade nesta edição:
| Esporte            | Masculino | Feminino | Total |
| ------------------ | --------- | -------- | ----- |
| Atletismo          | 26        | 28       | 54    |
| Judô               | 1         | 0        | 1     |
| Natação            | 1         | 1        | 2     |
| Saltos ornamentais | 1         | 0        | 1     |
| Total              | 29        | 29       | 58    |

## Desempenho

### Atletismo
Atletas jamaicanos alcançaram os padrões de entrada para Paris 2024, seja por passar na marca de qualificação direta (ou tempo para corridas de atletismo) ou pelo ranking mundial da World Athletics, nos seguintes eventos (máximo de 3 atletas cada):
- Q = Qualificado para a próxima fase
- q = Qualificado para a próxima fase como o perdedor mais rápido ou, em eventos de campo, pela posição sem atingir o alvo para qualificação
- N/A = Fase não aplicável para o evento
- Bye = Atleta não precisou disputar aquela fase

Eventos de pista e estrada
Masculino
| Atleta                                                       | Evento              | Baterias     | Baterias | Repescagem | Repescagem | Semifinal   | Semifinal   | Final       | Final             |
| Atleta                                                       | Evento              | Tempo        | Pos.     | Tempo      | Pos.       | Tempo       | Pos.        | Tempo       | Pos.              |
| ------------------------------------------------------------ | ------------------- | ------------ | -------- | ---------- | ---------- | ----------- | ----------- | ----------- | ----------------- |
| Ackeem Blake                                                 | 100 m               | 10.06        | 2 Q      | N/A        | N/A        | 10.06       | 5           | Não avançou | Não avançou       |
| Oblique Seville                                              | 100 m               | 9.99         | 1 Q      | N/A        | N/A        | 9.81        | 1 Q         | 9.91        | 8                 |
| Kishane Thompson                                             | 100 m               | 10.00        | 1 Q      | N/A        | N/A        | 9.80        | 1 Q         | 9.79        | Medalha de prata  |
| Andrew Hudson                                                | 200 m               | 20.53        | 4        | 20.55      | 2          | Não avançou | Não avançou | Não avançou | Não avançou       |
| Bryan Levell                                                 | 200 m               | 20.47        | 4        | 20.47      | 2 q        | 20.93       | 8           | Não avançou | Não avançou       |
| Sean Bailey                                                  | 400 m               | 44.68        | 5        | DNF        | DNF        | Não avançou | Não avançou | Não avançou | Não avançou       |
| Jevaughn Powell                                              | 400 m               | 45.12        | 3 Q      | N/A        | N/A        | 44.91       | 4           | Não avançou | Não avançou       |
| Deandre Watkin                                               | 400 m               | 45.97        | 7        | DNS        | DNS        | Não avançou | Não avançou | Não avançou | Não avançou       |
| Navasky Anderson                                             | 800 m               | 1:46.82      | 5        | 1:46.01    | 5          | Não avançou | Não avançou | Não avançou | Não avançou       |
| Orlando Bennett                                              | 110 m com barreiras | 13.35        | 2 Q      | Bye        | Bye        | 13.09       | 1 Q         | 13.34       | 7                 |
| Rasheed Broadbell                                            | 110 m com barreiras | 13.42        | 2 Q      | Bye        | Bye        | 13.21       | 1 Q         | 13.09       | Medalha de bronze |
| Hansle Parchment                                             | 110 m com barreiras | 13.43 (.430) | 5 q      | Bye        | Bye        | 13.19       | 3 Q         | 13.39       | 8                 |
| Roshawn Clarke                                               | 400 m com barreiras | 48.17        | 1 Q      | Bye        | Bye        | 48.34       | 2 Q         | DNF         | DNF               |
| Jaheel Hyde                                                  | 400 m com barreiras | 49.08        | 2 Q      | Bye        | Bye        | 50.03       | 7           | Não avançou | Não avançou       |
| Malik James-King                                             | 400 m com barreiras | 48.21        | 1 Q      | Bye        | Bye        | 48.85       | 7           | Não avançou | Não avançou       |
| Ackeem Blake Jehlani Gordon Oblique Seville Kishane Thompson | 4x400 m             | 38.45        | 4        | N/A        | N/A        | N/A         | N/A         | Não avançou | Não avançou       |

Feminino
| Atleta                                                                       | Evento              | Baterias | Baterias | Repescagem  | Repescagem  | Semifinal   | Semifinal   | Final       | Final       |
| Atleta                                                                       | Evento              | Tempo    | Pos.     | Tempo       | Pos.        | Tempo       | Pos.        | Tempo       | Pos.        |
| ---------------------------------------------------------------------------- | ------------------- | -------- | -------- | ----------- | ----------- | ----------- | ----------- | ----------- | ----------- |
| Tia Clayton                                                                  | 100 m               | 11.00    | 2 Q      | N/A         | N/A         | 10.89       | 1 Q         | 11.04       | 7           |
| Shelly-Ann Fraser-Pryce                                                      | 100 m               | 10.92    | 2 Q      | N/A         | N/A         | DNS         | DNS         | Não avançou | Não avançou |
| Shashalee Forbes                                                             | 100 m               | 11.19    | 2 Q      | N/A         | N/A         | 11.20       | 6           | Não avançou | Não avançou |
| Niesha Burgher                                                               | 200 m               | 22.54    | 2 Q      | Bye         | Bye         | 22.64       | 5           | Não avançou | Não avançou |
| Shericka Jackson                                                             | 200 m               | DNS      | DNS      | Não avançou | Não avançou | Não avançou | Não avançou | Não avançou | Não avançou |
| Lanae-Tava Thomas                                                            | 200 m               | 22.70    | 2 Q      | Bye         | Bye         | 22.77       | 5           | Não avançou | Não avançou |
| Junelle Bromfield                                                            | 400 m               | 51.36    | 3 Q      | Bye         | Bye         | 51.93       | 8           | Não avançou | Não avançou |
| Nickisha Pryce                                                               | 400 m               | 50.02    | 1 Q      | Bye         | Bye         | 50.77       | 4           | Não avançou | Não avançou |
| Stacey-Ann Williams                                                          | 400 m               | 50.16    | 2 Q      | Bye         | Bye         | 50.79       | 7           | Não avançou | Não avançou |
| Natoya Goule-Toppin                                                          | 800 m               | 1:58.66  | 1 Q      | Bye         | Bye         | 1:59.14     | 6           | Não avançou | Não avançou |
| Adelle Tracey                                                                | 800 m               | 2:03.47  | 8        | 2:03.67     | 5           | Não avançou | Não avançou | Não avançou | Não avançou |
| Janeek Brown                                                                 | 100 m com barreiras | 12.84    | 3 Q      | Bye         | Bye         | 12.92       | 7           | Não avançou | Não avançou |
| Ackera Nugent                                                                | 100 m com barreiras | 12.65    | 1 Q      | Bye         | Bye         | 12.44       | 3 q         | DNF         | DNF         |
| Danielle Williams                                                            | 100 m com barreiras | 12.59    | 1 Q      | Bye         | Bye         | 12.82       | 6           | Não avançou | Não avançou |
| Rushell Clayton                                                              | 400 m com barreiras | 54.32    | 1 Q      | N/A         | N/A         | 53.00       | 1 Q         | 52.68       | 5           |
| Janieve Russell                                                              | 400 m com barreiras | 54.67    | 3 Q      | N/A         | N/A         | 54.65       | 4           | Não avançou | Não avançou |
| Shiann Salmon                                                                | 400 m com barreiras | 53.95    | 2 Q      | N/A         | N/A         | 53.13       | 3 q         | 53.29       | 6           |
| Tia Clayton Shashalee Forbes Kemba Nelson Alana Reid                         | 4x400 m             | 42.35    | 3 Q      | N/A         | N/A         | N/A         | N/A         | 42.29       | 5           |
| Junelle Bromfield Stephenie Ann McPherson Nickisha Pryce Stacey-Ann Williams | 4x400 m             | 3:24.92  | 1 Q      | N/A         | N/A         | N/A         | N/A         | DNF         | DNF         |

Misto
| Atleta                                                          | Evento  | Baterias | Baterias | Final   | Final |
| Atleta                                                          | Evento  | Tempo    | Pos.     | Tempo   | Pos.  |
| --------------------------------------------------------------- | ------- | -------- | -------- | ------- | ----- |
| Zandrion Barnes Raheem Hayles Andrenette Knight Ashley Williams | 4x400 m | 3:11.06  | 3 q      | 3:11.67 | 5     |

Eventos de campo
Masculino
| Atleta            | Evento              | Qualificação | Qualificação | Final       | Final             |
| Atleta            | Evento              | Marca        | Pos.         | Marca       | Pos.              |
| ----------------- | ------------------- | ------------ | ------------ | ----------- | ----------------- |
| Romaine Beckford  | Salto triplo        | 2.24         | 8 q          | 2.22        | 10                |
| Tajay Gayle       | Salto em distância  | 7.78         | 19           | Não avançou | Não avançou       |
| Carey McLeod      | Salto em distância  | 7.90         | 11 q         | 7.82        | 12                |
| Wayne Pinnock     | Salto em distância  | 7.96         | 7 q          | 8.36        | Medalha de prata  |
| Jaydon Hibbert    | Salto triplo        | 16.99        | 6 q          | 17.61       | 4                 |
| Jordan Scott      | Salto triplo        | 16.36        | 24           | Não avançou | Não avançou       |
| Rajindra Campbell | Arremesso de peso   | 21.05        | 10 q         | 22.15       | Medalha de bronze |
| Ralford Mullings  | Lançamento de disco | 65.18        | 7 q          | 65.61       | 9                 |
| Traves Smikle     | Lançamento de disco | 65.91        | 5 q          | 64.97       | 10                |
| Rojé Stona        | Lançamento de disco | 65.32        | 6 q          | 70.00       | Medalha de ouro   |

Feminino
| Atleta              | Evento              | Qualificação | Qualificação | Final       | Final            |
| Atleta              | Evento              | Marca        | Pos.         | Marca       | Pos.             |
| ------------------- | ------------------- | ------------ | ------------ | ----------- | ---------------- |
| Lamara Distin       | Salto em altura     | 1.88         | 24           | Não avançou | Não avançou      |
| Chanice Porter      | Salto em distância  | 6.48         | 17           | Não avançou | Não avançou      |
| Ackelia Smith       | Salto em distância  | 6.59         | 10 q         | 6.66        | 8                |
| Shanieka Ricketts   | Salto triplo        | 14.47        | 2 Q          | 14.87       | Medalha de prata |
| Ackelia Smith       | Salto triplo        | 14.09        | 10 q         | 14.42       | 7                |
| Kimberly Williams   | Salto triplo        | 13.77        | 20           | Não avançou | Não avançou      |
| Lloydricia Cameron  | Arremesso de peso   | 18.02        | 14           | Não avançou | Não avançou      |
| Danniel Thomas-Dodd | Arremesso de peso   | 18.12        | 13           | Não avançou | Não avançou      |
| Samantha Hall       | Lançamento de disco | 54.94        | 31           | Não avançou | Não avançou      |

### Judô
Masculino
| Atleta          | Evento    | Primeira fase        | Oitavas              | Quartas              | Semifinais           | Repescagem           | Final / DB           | Final / DB | Ref.  |
| Atleta          | Evento    | Adversário Resultado | Adversário Resultado | Adversário Resultado | Adversário Resultado | Adversário Resultado | Adversário Resultado | Pos.       | Ref.  |
| --------------- | --------- | -------------------- | -------------------- | -------------------- | -------------------- | -------------------- | -------------------- | ---------- | ----- |
| Ashley McKenzie | Até 60 kg | YEM H Makabr V 10–00 | TUR S Yıldız D 00–01 | Não avançou          | Não avançou          | Não avançou          | Não avançou          | =9         | [ 9 ] |

### Natação
Masculino
| Atleta      | Evento          | Eliminatórias | Eliminatórias | Semifinal   | Semifinal   | Final       | Final       | Ref.   |
| Atleta      | Evento          | Tempo         | Pos.          | Tempo       | Pos.        | Tempo       | Pos.        | Ref.   |
| ----------- | --------------- | ------------- | ------------- | ----------- | ----------- | ----------- | ----------- | ------ |
| Josh Kirlew | 100 m borboleta | 54.66         | 36            | Não avançou | Não avançou | Não avançou | Não avançou | [ 10 ] |

Feminino
| Atleta      | Evento     | Eliminatórias | Eliminatórias | Semifinal   | Semifinal   | Final       | Final       | Ref.   |
| Atleta      | Evento     | Tempo         | Pos.          | Tempo       | Pos.        | Tempo       | Pos.        | Ref.   |
| ----------- | ---------- | ------------- | ------------- | ----------- | ----------- | ----------- | ----------- | ------ |
| Sabrina Lyn | 50 m livre | 26.08         | 28            | Não avançou | Não avançou | Não avançou | Não avançou | [ 11 ] |

### Saltos ornamentais
Masculino
| Atleta             | Evento        | Preliminar | Preliminar | Semifinal | Semifinal | Final       | Final       | Ref.   |
| Atleta             | Evento        | Pontos     | Pos.       | Pontos    | Pos.      | Pontos      | Pos.        | Ref.   |
| ------------------ | ------------- | ---------- | ---------- | --------- | --------- | ----------- | ----------- | ------ |
| Yona Knight-Wisdom | Trampolim 3 m | 382.90     | 14 Q       | 412.40    | 13        | Não avançou | Não avançou | [ 12 ] |